# دوشو

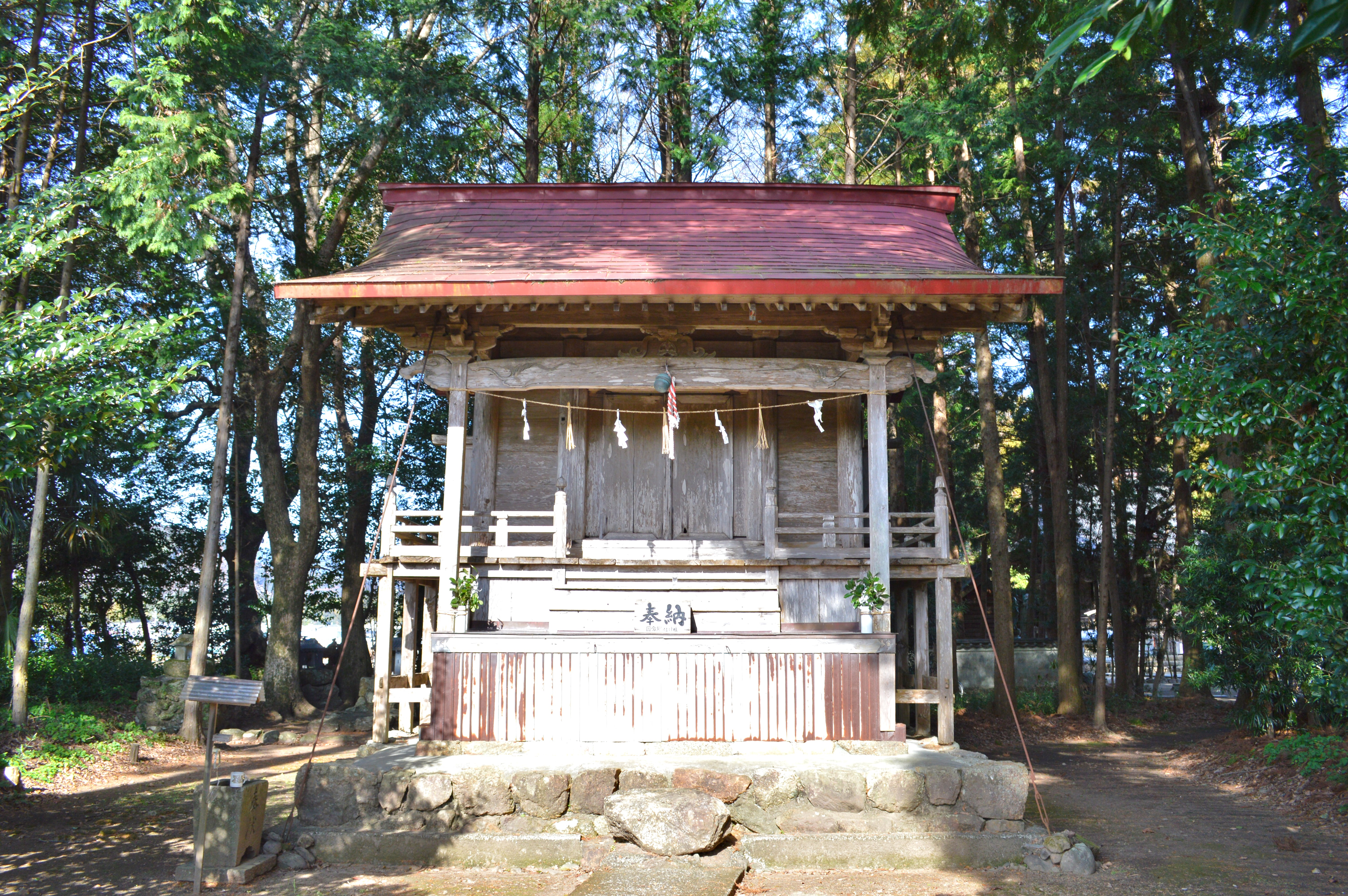
معقل دوشو

دوشو،Doshu ،道 主. هو لقب في فنون الدفاع اليابانية، وتترجم حرفيا «معلم الطريق.». و هي فوق لقب سينسي.

## أيكيدو
في الايكيدو مثلا، دوشو هو اللقب الوراثي المُعد لرئيس الأيكيكاي.
ثلاثة رجال ونفذ الآن هذا اللقب:
- موريهيه أويشيبا، صاحب الأول من هذا اللقب حتى عام 1969.
- كيشوماري أيوشيبا، 1969-1999.
- موريتوري أويشيبا، من عام 1999 حتى الآن.

وفقا لنظام الأسرة في اليابان (iemoto) ، عندما توفي مؤسس الايكيدو، موريهيه أيوشيبا، في عام 1969، ورث ابنه كيشوماري لقب الدوشو الثاني. و عندما توفي كيشوماري في عام 1999،ورث ابنه موريتوري هذا اللقب. و عندما توفي موريتوري أبصح لقب دوشو لابنه، ميتسيتوري أويشيبا.

## أعلام
- ساكاموتو ريوما

## روابط خارجية
- Murdoch's map of provinces, 1903